# Bill Anderson (chanteur, 1937)
Pour les articles homonymes, voir Bill Anderson.
James William Anderson III, mieux connu sous le nom de Bill Anderson, né le 1er novembre 1937 à Columbia, en Caroline du Sud, est un chanteur country, auteur-compositeur et personnalité de la télévision américain. Il a sorti plus de 40 albums studio et a atteint sept fois la première place du classement de la musique country américaine : "Mama Sang a Song" (1962), "Still" (1963), "I Get the Fever" (1966), "For Loving You" (avec Jan Howard, 1967), My Life (Throw It Away If I Want To) " (1969), "World of Make Believe" (1974) et "Parfois" (avec Mary Lou Turner, 1976). 29 de ses singles ont également atteint le top dix. En raison de son style vocal « doux » avec une touche de narration, il a gagné le surnom de « Whisperin' Bill ».
Entre 1965 et 1974, Anderson a animé sa propre série télévisée nationale intitulée The Bill Anderson Show. Le programme mettait également en vedette Jan Howard (son partenaire duo) et The Po' Boys (son groupe en tournée). 
Il a été membre du programme radiophonique hebdomadaire Grand Ole Opry et de ses performances sur scène à Nashville, Tennessee, à partir de 1961.
Parmi les musiciens qui ont enregistré ses chansons, on peut citer Ray Price, Connie Smith, Lynn Anderson, Jim Reeves, Brad Paisley, Kenny Chesney et George Strait.

## Discographie

### Albums
| - 1962 – Country Heart Songs (#42) - 1963 – Still (#10) - 1964 – Bill Anderson Sings (#7) - 1965 – From This Pen (#7) - 1965 – Bright Lights and Country Music (#6) - 1966 – I Love You Drops (#1) - 1967 – Get While the Gettin's Good (#8) - 1967 – Greatest Hits Volume 1 (#6) - 1967 – I Can Do Nothing Alone (#23) - 1968 – For Loving You (med Jan Howard) (#6) - 1968 – Wild Weekend (#10) - 1968 – Happy State of Mind (#24) - 1969 – Story (#42) - 1969 – My Life / But You Know I Love You (#4) - 1970 – If It's All the Same to You (med Jan Howard) (#25) - 1970 – Love Is a Sometimes Thing (#10) | - 1970 – Where Have All Our Heroes Gone (#27) - 1971 – Always Remember (#13) - 1971 – Greatest Hits Volume 2 (#18) - 1972 – Bill and Jan or Jan and Bill (med Jan Howard) (#9) - 1972 – For All the Lonely Women In the World (#14) - 1972 – Don't She Look Good (#10) - 1973 – Bill (#15) - 1974 – Whispering (#17) - 1975 – Turn the Radio On / Talk to Me Ohio (#22) - 1976 – Sometimes (med Mary Lou Turner) (#6) - 1976 – Peanuts and Diamonds and Other Jewels (#12) - 1977 – Scorpio (#21) - 1977 – Billy Boy and Mary Lou (med Mary Lou Turner) (#39) - 1978 – Love and Other Sad Stories (#37) - 1979 – Ladies' Choice (#44) |

### Singles
| - 1960 – "The Tip of My Fingers" (#7) - 1960 – "Walk Out Backwards" (#9) - 1961 – "Po' Folks" (#9) - 1962 – "Mama Sang a Song" (#1) - 1963 – "Still" (#1) - 1963 – "8 x 10" (#2) - 1964 – "Five Little Fingers" (#5) - 1964 – "Me" (#8) - 1966 – "I Get the Fever" (#1) - 1967 – "Get While the Gettin's Good" (#5) - 1967 – "No One's Gonna Hurt You Anymore" (#10) - 1968 – "Wild Weekend" (#2) - 1968 – "Happy State of Mind" (#2) - 1969 – "My Life (Throw It Away If I Want To)" (#1) - 1969 – "But You Know I Love You" (#2) | - 1970 – "Love Is a Sometimes Thing" (#5) - 1970 – "Where Have All Our Heroes Gone" (#6) - 1971 – "Always Remember" (#6) - 1971 – "Quits" (#3) - 1972 – "All the Lonely Women in the World" (#5) - 1972 – "Don't She Look Good" (#2) - 1973 – "If You Can Live With It (I Can Live Without It)" (#2) - 1973 – "The Corner of My Life" (#2) - 1974 – "World of Make Believe" (#1) - 1974 – "Every Time I Turn the Radio On" (#7) - 1976 – "Peanuts and Diamonds" (#10) - 1977 – "Liars One, Believers Zero" (#6) - 1977 – "Head to Toe" (#7) - 1978 – "I Can't Wait Any Longer" (#4) |

## Récompenses et nominations
| Année | Récompense                         | Catégorie                                                                                  | Résultat   | Référence |
| ----- | ---------------------------------- | ------------------------------------------------------------------------------------------ | ---------- | --------- |
| 1965  | Grammy Awards                      | Best Country Song pour "Once a Day"                                                        | Nomination | [ 2 ]     |
| 1967  | Grammy Awards                      | Best Country Song pour "Cold Hard Facts of Life"                                           | Nomination | [ 2 ]     |
| 1967  | Country Music Association Awards   | Entertainer of the Year                                                                    | Nomination | [ 3 ]     |
| 1968  | Country Music Association Awards   | Vocal Duo of the Year (avec Jan Howard)                                                    | Nomination | [ 3 ]     |
| 1970  | Country Music Association Awards   | Vocal Duo of the Year (avec Jan Howard)                                                    | Nomination | [ 3 ]     |
| 1975  | Academy of Country Music Awards    | Top Vocal Group (avec Mary Lou Turner)                                                     | Nomination | [ 4 ]     |
| 1975  | Nashville Songwriters Hall of Fame | Intronisé en tant que membre                                                               | Lauréat    | [ 5 ]     |
| 1976  | Country Music Association Awards   | Vocal Duo of the Year (avec Mary Lou Turner)                                               | Nomination | [ 3 ]     |
| 1977  | Country Music Association Awards   | Vocal Duo of the Year (avec Mary Lou Turner)                                               | Nomination | [ 3 ]     |
| 2000  | Grammy Awards                      | Best Country Song pour "Two Teardrops" (avec Steve Wariner)                                | Nomination | [ 2 ]     |
| 2001  | Academy of Country Music Awards    | Vocal Event of the Year pour "Too Country" (avec George Jones, Brad Paisley et Buck Owens) | Nomination | [ 4 ]     |
| 2001  | Country Music Association Awards   | Vocal Event of the Year pour "Too Country" (avec George Jones, Brad Paisley et Buck Owens) | Lauréat    | [ 3 ]     |
| 2001  | Country Music Hall of Fame         | Inducted as a Member                                                                       | Lauréat    | [ 6 ]     |
| 2002  | BMI Awards                         | Songwriting Icon Award                                                                     | Lauréat    | [ 7 ]     |
| 2002  | Academy of Country Music Awards    | Song of the Year pour "A Lot of Things Different" (avec Dean Dillon)                       | Nomination | [ 4 ]     |
| 2004  | Academy of Country Music Awards    | Song of the Year pour "Whiskey Lullaby" (avec Jon Randall)                                 | Nomination | [ 4 ]     |
| 2004  | Country Music Association Awards   | Song of the Year pour "Whiskey Lullaby" (avec Jon Randall)                                 | Nomination | [ 3 ]     |
| 2005  | Country Music Association Awards   | Song of the Year pour "Whiskey Lullaby" (avec Jon Randall)                                 | Lauréat    | [ 3 ]     |
| 2006  | Academy of Country Music Awards    | Song of the Year pour "Give It Away" (avec Buddy Cannon et Jamey Johnson)                  | Lauréat    | [ 4 ]     |
| 2007  | Grammy Awards                      | Best Country Song pour "Give It Away" (avec Buddy Cannon et Jamey Johnson)                 | Nomination | [ 2 ]     |
| 2007  | Country Music Association Awards   | Song of the Year pour "Give It Away" (avec Buddy Cannon et Jamey Johnson)                  | Lauréat    | [ 3 ]     |
| 2018  | Songwriters Hall of Fame           | Inducted as a Member                                                                       | Lauréat    | [ 8 ]     |
| 2023  | Grammy Awards                      | Best American Roots Performance pour "Someday It'll All Make Sense" (avec Dolly Parton)    | Nomination | [ 2 ]     |